# Cima Blockhaus
La cima Blockhaus (2143 m s.l.m.) è una cima montuosa del massiccio della Maiella, in Abruzzo, posta sul versante settentrionale del massiccio, raggiunta da una strada asfaltata che sale da Passolanciano-Maielletta passando per cima Mammarosa e il rifugio Bruno Pomilio, tra i territori dei comuni di Pennapiedimonte, Pretoro e Rapino.

## Descrizione

### Geologia

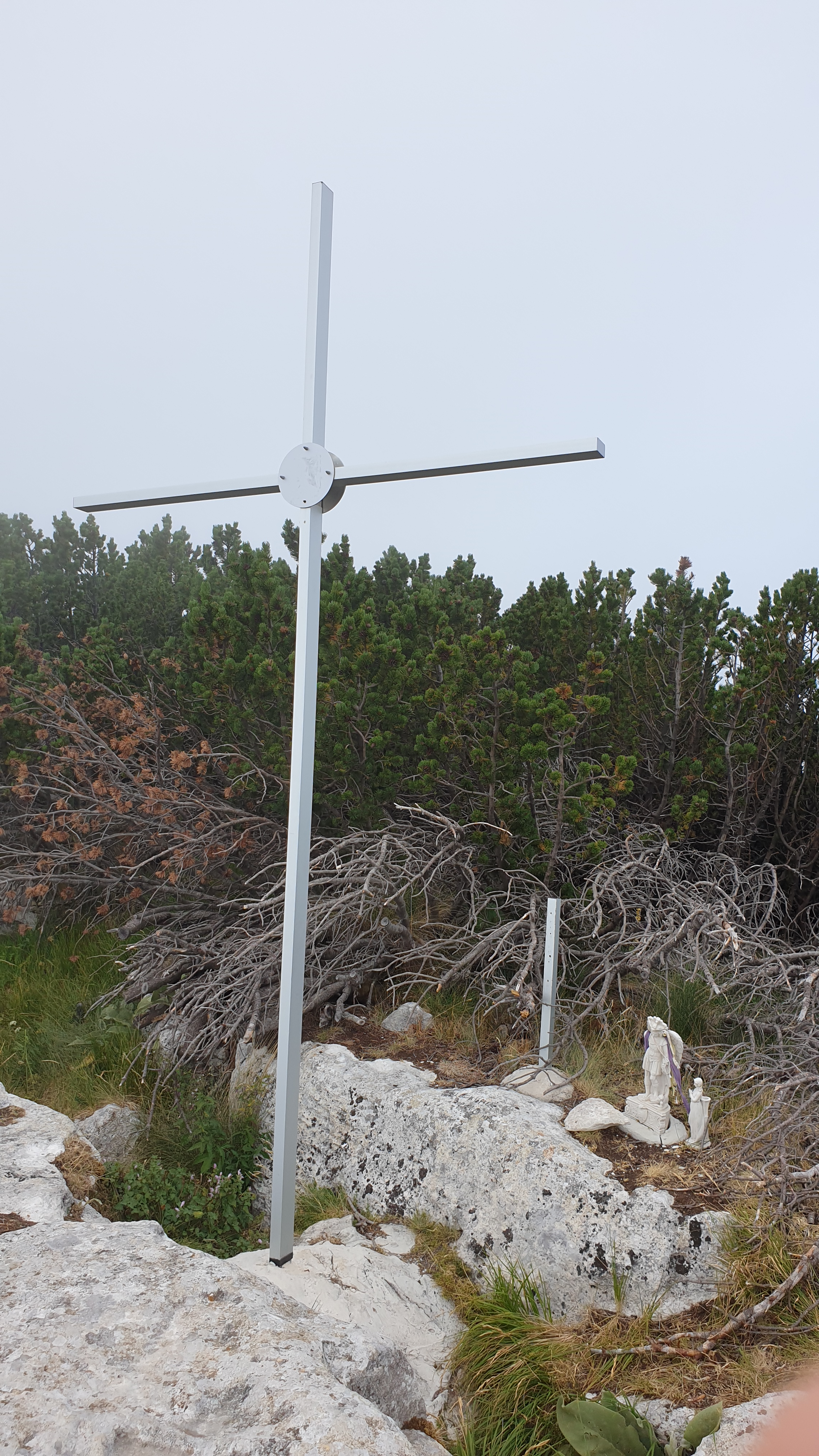
Croce posta sulla vetta del Blockhaus

La cima Blockhaus, immersa nel verde di piante di pino mugo, rappresenta un'antica superficie di erosione formatasi quando l'altezza del monte era modesta e vi erano condizioni ambientali subtropicali. L'isola corallina originaria, emersa dal mare, costituente la cima del monte, subì fenomeni di degradazione chimico-fisica, che ne modellarono la superficie. Tale processo si protrasse nei millenni, in concomitanza con la produzione biogena di carbonato di calcio da parte degli organismi che popolavano i bordi sommersi. L'innalzamento ha causato l'inarcamento della montagna, portando i bordi sommersi in posizione sub-pianeggiante, i quali, per via dell'erosione glaciale che ha formato le valli, sono stati isolati della parte centrale e ridotti di dimensione. L'attività glaciale, che non ha eroso completamente la superficie del monte, ha finito per dagli la forma di un acrocoro triangolare.

## Storia

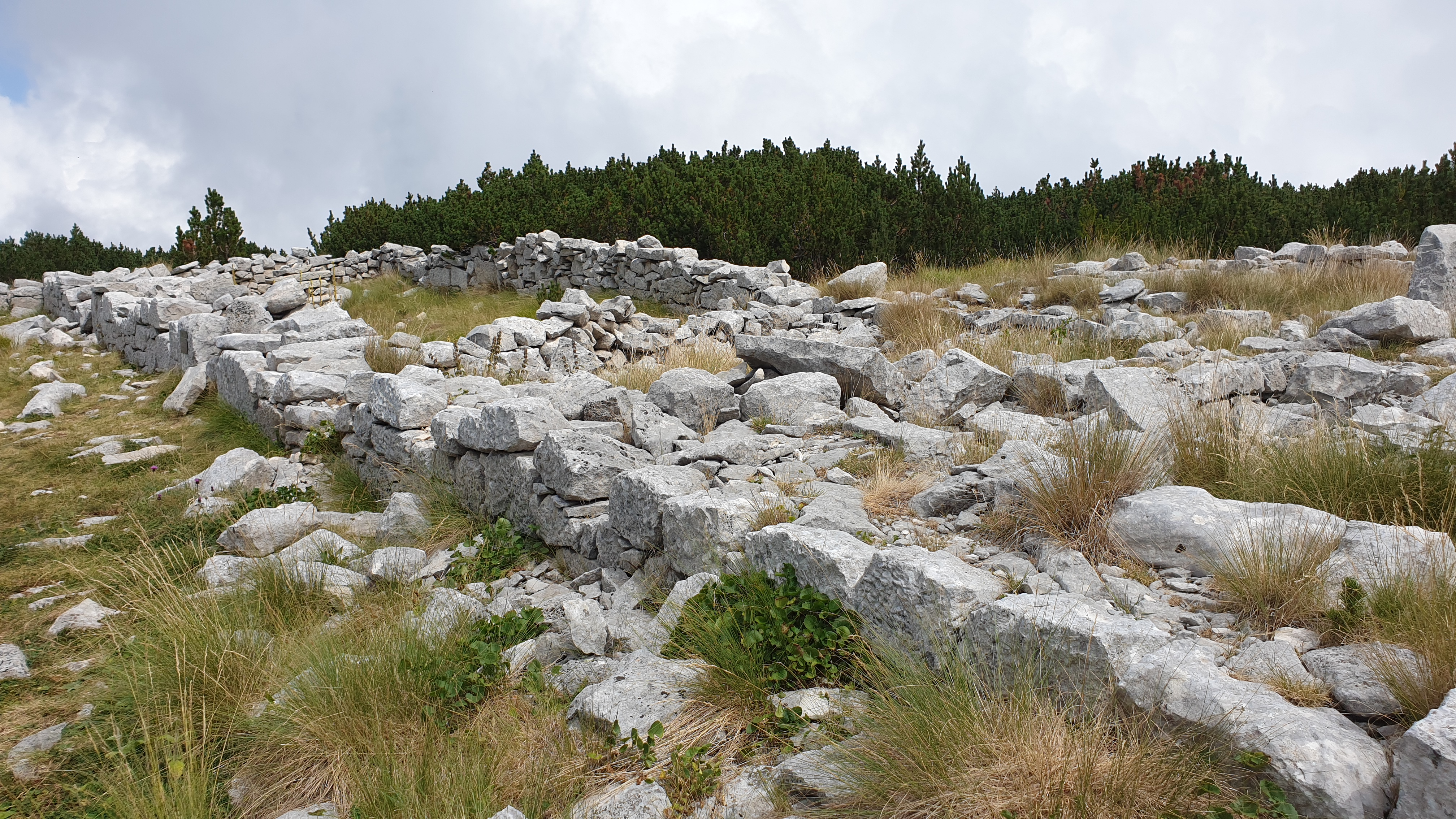
Resti del fortino costruito sul Blockhaus

Il termine "block-haus" (che in tedesco si riferisce ad un particolare tipo di abitazione, vedi Blockhaus) fu coniato nel XIX secolo durante la lotta al brigantaggio da un comandante militare austriaco che era di stanza con un plotone di soldati sulla cima, dove intorno al 1863, durante il periodo postunitario, era stato costruito un fortino in legno con base rettangolare in pietra, per cercare di contrastare le iniziative dei briganti. Del fortino, rimasto attivo fino al 1867, si sono conservati soltanto i ruderi della base rettangolare in pietra.
Presso la cima, ai piedi della vetta del monte Cavallo, si trova infatti un'importante testimonianza dei briganti della cosiddetta "Banda della Maiella", ossia la scritta incisa sulla "Tavola dei Briganti". La banda era composta da sottobande indipendenti guidate ciascuna da un capobanda, come quelle di Croce "Crocitto" Di Tola, Domenico "Cannone" Valerio, Domenico Di Sciascio, Fabiano "Primiano" Marcucci, Luca Pastore, Nicola Marino, Pasquale "Mercante" Mancini e Salvatore Scenna. La tavola reca in particolare la scritta:
Il Blockhaus ha ospitato più volte l'arrivo di tappa di diverse edizioni del Giro d'Italia: la prima volta nella 12ª tappa del Giro 1967 vinta dal belga Eddy Merckx, nella 21ª tappa del Giro 1968 vinta dall'italiano Franco Bitossi, nella 4ª tappa del Giro 1972 vinta dallo spagnolo José Manuel Fuente, nella 5ª tappa del Giro 1984 vinta dall'italiano Moreno Argentin, nella 17ª tappa del Giro 2009 vinta dall'italiano Stefano Garzelli, nella 9ª tappa del Giro 2017 vinta dal colombiano Nairo Quintana e l'ultima volta nella 9ª tappa del Giro 2022 vinta dall'australiano Jai Hindley.